# 아리안 라베드
아리안 라베드(프랑스어: Ariane Labed, 1984년 5월 8일 ~ )는 프랑스의 배우이다. 영화 감독 요르고스 란티모스의 아내이다.

## 대표 작품
- 아텐버그
- 알프스
- 비포 미드나잇
- 더 랍스터
- 어쌔신 크리드